# Anita Moen
Anita Moen-Guidon (Elverum, 31 de agosto de 1967) es una deportista noruega que compitió en esquí de fondo.
Participó en tres Juegos Olímpicos de Invierno, obteniendo en total cinco medallas:  plata en Lillehammer 1994, en la prueba de relevo (junto con Trude Dybendahl, Inger Helene Nybråten y Elin Nilsen), plata y bronce en Nagano 1998, en el relevo (con Bente Martinsen, Marit Mikkelsplass y Elin Nilsen) y en 15 km, y plata y bronce en Salt Lake City 2002, en el relevo (junto con Marit Bjørgen, Bente Skari y Hilde Pedersen) y en velocidad individual.
Ganó cuatro medallas en el Campeonato Mundial de Esquí Nórdico entre los años 1993 y 2003.

## Palmarés internacional
| Juegos Olímpicos   | Juegos Olímpicos                | Juegos Olímpicos  | Juegos Olímpicos     |
| Año                | Lugar                           | Medalla           | Prueba               |
| ------------------ | ------------------------------- | ----------------- | -------------------- |
| 1994               | Lillehammer (Noruega)           | Medalla de plata  | Relevo 4 × 5 km      |
| 1998               | Nagano (Japón)                  | Medalla de plata  | Relevo 4 × 5 km      |
| 1998               | Nagano (Japón)                  | Medalla de bronce | 15 km                |
| 2002               | Salt Lake City (Estados Unidos) | Medalla de plata  | Relevo 4 × 5 km      |
| 2002               | Salt Lake City (Estados Unidos) | Medalla de bronce | Velocidad individual |
| Campeonato Mundial |                                 |                   |                      |
| Año                | Lugar                           | Medalla           | Prueba               |
| 1993               | Falun (Suecia)                  | Medalla de bronce | Relevo 4 × 5 km      |
| 1995               | Thunder Bay (Canadá)            | Medalla de plata  | Relevo 4 × 5 km      |
| 2001               | Lahti (Finlandia)               | Medalla de plata  | Relevo 4 × 5 km      |
| 2003               | Val di Fiemme (Italia)          | Medalla de plata  | Relevo 4 × 5 km      |